# Justo Lorente
Justo Lorente Collado (Masaya, 27 febbraio 1984) è un ex calciatore nicaraguense, di ruolo portiere.

## Carriera

### Club
Ha giocato nella prima divisione dei campionati nicaraguense e costaricano.

### Nazionale
Ha debuttato in nazionale nel 2013, venendo convocato per la Gold Cup del 2017.